# The Best of C-Bo
The Best of C-Bo — компіляція американського репера C-Bo, видана лейблом AWOL Records 21 листопада 1995 р. Дистриб'ютори: On the Run Distribution та City Hall Records. До складу релізу увійшли пісні з перших трьох студійних альбомів C-Bo, рідкісні й невидані треки та пісні інших підписантів лейблу, записані з участю виконавця.
Платівка посіла 35-ту сходинку чарту Top R&B/Hip-Hop Albums. Компіляція містить продакшн від DJ Daryl, Майка Мослі та Сема Бостіка. Композиція «Straight Killer» має два нових куплети.

## Список пісень
1. «Intro» — 1:51
2. «Do or Die in the Hood» (з участю Mississippi) — 2:45
3. «Gas Chamber» — 4:29 (з альбому Gas Chamber)
4. «Free Style» — 4:50 (з альбому Tales from the Crypt)
5. «Autopsy» — 3:54 (з міні-альбому The Autopsy)
6. «Ball Head Nut» — 3:17 (з альбому Gas Chamber)
7. «Smoking Bomb» (з участю Marvaless та Rup Dog) — 3:27 (з альбому Ghetto Blues)
8. «Straight Killer» — 5:28 (з участю Boss Ballin')
9. «One Time Can't Stop This» — 5:09
10. «Can't Stand the Heat» (з участю Marvaless) — 5:03 (з альбому Ghetto Blues)
11. «Straight Killer II» (Remix) (з участю Mississippi) — 6:11
12. «Birds in the Kitchen» (Radio Version) (з участю E-40) — 4:23 (з альбому Tales from the Crypt)
13. «American Nightmare» (Radio Version) — 4:21 (з міні-альбому The Autopsy)
14. «Living Like a Hustler» (з участю B-Legit) — 4:16

## Чартові позиції
| Чарт (1995)               | Найвища позиція |
| ------------------------- | --------------- |
| US Top R&B/Hip-Hop Albums | 35              |